# ブランド認知度
ブランド認知度 (英: brand awareness) は、顧客がさまざまな条件下でブランドを思い出したり認識したりできる範囲のことを指す。 ブランド認知度は、ブランド知識の2つの側面、つまり連想ネットワークメモリモデルの1つである。 ブランド認知度は、消費者行動、広告管理、およびブランドマネジメントにおける重要な考慮事項である。消費者がブランドを認識または想起することで購入の意思決定につながるためである。消費者が最初に製品カテゴリーとそのカテゴリー内のブランドを認識しない限り、購入にはつながらない。認知度は、必ずしも消費者が特定のブランド名を思い出すことができなければならないことを意味するわけではないが、購入を進めるために十分な特徴的な機能を思い出すことができる必要がある。
ブランド認知度は、ブランド想起 (brand recall) とブランド再認 (brand recognition)の2つの要素で構成される。 いくつかの研究では、ブランドの想起は記憶の検索に関連付けられており、ブランド認識には物体の認識が含まれるため、これら2つの認知の仕組みは根本的に異なることが示されている。ブランド想起とブランド再認の両方が、消費者の購入決定プロセスとマーケティングコミュニケーションにおいて重要な役割を果たす。ブランド認知度は、消費者が購入決定において考慮する特定のブランドを含む、誘発セットや考慮セットなどの概念と密接に関連している。消費者は、幅広い製品カテゴリにわたって検討する場合に、3〜7つのブランドを認識していると考えられている。消費者は、馴染があり定評のあるブランドのみを購入する傾向があり、通常、検討しているブランドの上位3つのブランドの1つを購入する。 
ブランドは高度にグローバル化された市場で競争しているため、ブランドの認知度はブランドの競争市場のパフォーマンスの重要な指標である。 消費者の購入決定におけるブランド認知の重要性を考慮して、マーケターはブランド認知およびブランドの健全性を測定するために多くの測定基準を開発した。これらのメトリックは、まとめてA wareness、 A ttitudes、およびU sage（AAU）メトリックと呼ばれる。
製品またはブランドの市場での成功を確実にするには、製品の発売から市場の衰退まで、製品のライフサイクル全体にわたって認知度を管理する必要がある。多くのマーケターは定期的にブランド認知度を監視しており、それらが所定のしきい値を下回った場合、認知度が望ましいレベルに戻るまで、広告および販促活動が強化される。

## ブランド認知の重要性
ブランド認知度は、消費者の記憶におけるブランドアイデンティティの機能に関連しており、消費者がさまざまな条件下でブランドをどれだけうまく識別できるかによって測定できます。 ブランド認知度は、消費者の購買意思決定プロセスにおいて重要な役割を果たします。ブランドの認知度が高いと、ブランドの成功を予測できます。ブランドの認知度は、消費者によるブランドの評価やブランドの知覚品質など、ブランドに関連する関連性によって強化されます。 その結果、ブランドは顧客満足度の向上に焦点を合わせ、消費者のブランド認知度を高めるために広告に投資します。
ブランド認知度は、ブランドの市場パフォーマンスの重要な指標です。高度にグローバル化された市場で競争しているブランドは、消費者の注意と意識を競うためにグローバルな広告と流通に投資しています。資本主義とグローバルな輸送が消費者行動に寄与するため、多くのマーケターは定期的にブランド認知度を監視しています。これらのレベルが所定のしきい値を下回った場合、認知度が目的のレベルに戻るまで、広告および販促活動が強化されます。マーケティング計画とブランド管理では、特定のブランドの製品を購入するように消費者を動機付けるために、ブランド認知を促進するための目標を設定することが重要です。
ブランド認知度は、製品、サービス、または会社に付加価値を与える主要なブランド資産の1つです。ブランド認知度の向上に投資することは、持続可能な競争上の優位性につながる可能性があり、したがって、長期的な価値につながります。 

## ブランド・エクイティ
ブランドエクイティは、ブランド、その名前、ロゴに関連する資産と負債の合計であり、合計または差は、製品またはサービス、会社、または会社の顧客によって提供される価値です。資産と負債がブランドエクイティに影響を与えるためには、それらはブランドの名前またはロゴに関連している必要があります。ブランドの名前やロゴが変更された場合、ブランドの資産と負債にプラスまたはマイナスの影響を与える可能性があり、その一部は新しい名前とロゴに移行します。ブランドエクイティは資産と負債に基づいており、ブランドの忠誠心、ブランド名の認識、顧客がブランドの品質をどのように認識しているか、特許や商標などの他の所有資産など、要素ごとに異なる可能性があります。 

## ブランド認知の種類
ブランド認知度は、ブランド想起（純粋想起）とブランド再認（助成想起）の2つの要素に分けられる。 これらのタイプの認識は、マーケティング戦略と広告に重要な影響を与えるまったく異なる方法で取り扱われる。

### ブランド想起
ブランド想起は、純粋想起とも呼ばれ、製品カテゴリによって想起を促されたときに、消費者が記憶からブランドを正しく思い出せるかどうかを指す。 製品カテゴリによって想起を促された場合、ほとんどの消費者は比較的少数のブランド、通常は約3〜5のブランド名しか思い出せない。消費者テストでは、特定のカテゴリ内で7つを超えるブランド名を思い出すことができる消費者はほとんどいない。低金利の製品カテゴリの場合、ほとんどの消費者は1つまたは2つのブランド名しか思い出さない。 
調査によると、消費者が思い出すことができるブランドの数は、個人と製品の両方の要因の影響を受けます。要因には、ブランドの忠誠心、ブランドの知識、状況と使用の要因、および教育レベルが挙げられる。 たとえば、特定の製品カテゴリまたはブランドの経験が豊富な消費者は、特定の製品カテゴリまたはブランドの経験が少ない消費者よりもわずかに多いブランド名のセットを思い出すことができる場合があります。

### ブランド再認
ブランド再認は助成想起とも呼ばれ、特定のブランドを以前に見たり聞いたりしたことがあることを消費者が確認できることを指します。 これは必ずしも消費者がブランド名を特定する必要があることを必要としません。代わりに、それは、消費者が販売時点で、またはその視覚的なパッケージを見た後に、提示時にブランドを認識することができることを意味します。 